# VW Sharan/Seat Alhambra
Der VW Sharan und Seat Alhambra sind durch Badge-Engineering weitestgehend baugleiche Pkw-Modelle der Volkswagen AG und der dazugehörenden Marke Seat.
Bisher wurden bei Volkswagen Autoeuropa zwei Generationen gebaut. Die erste Generation des Ford Galaxy entsprach überwiegend der ersten Generation von Sharan und Alhambra.
Im April 2019 lief der millionste Sharan seit dem Produktionsstart vor 24 Jahren vom Band.
2022 endete die Produktion.

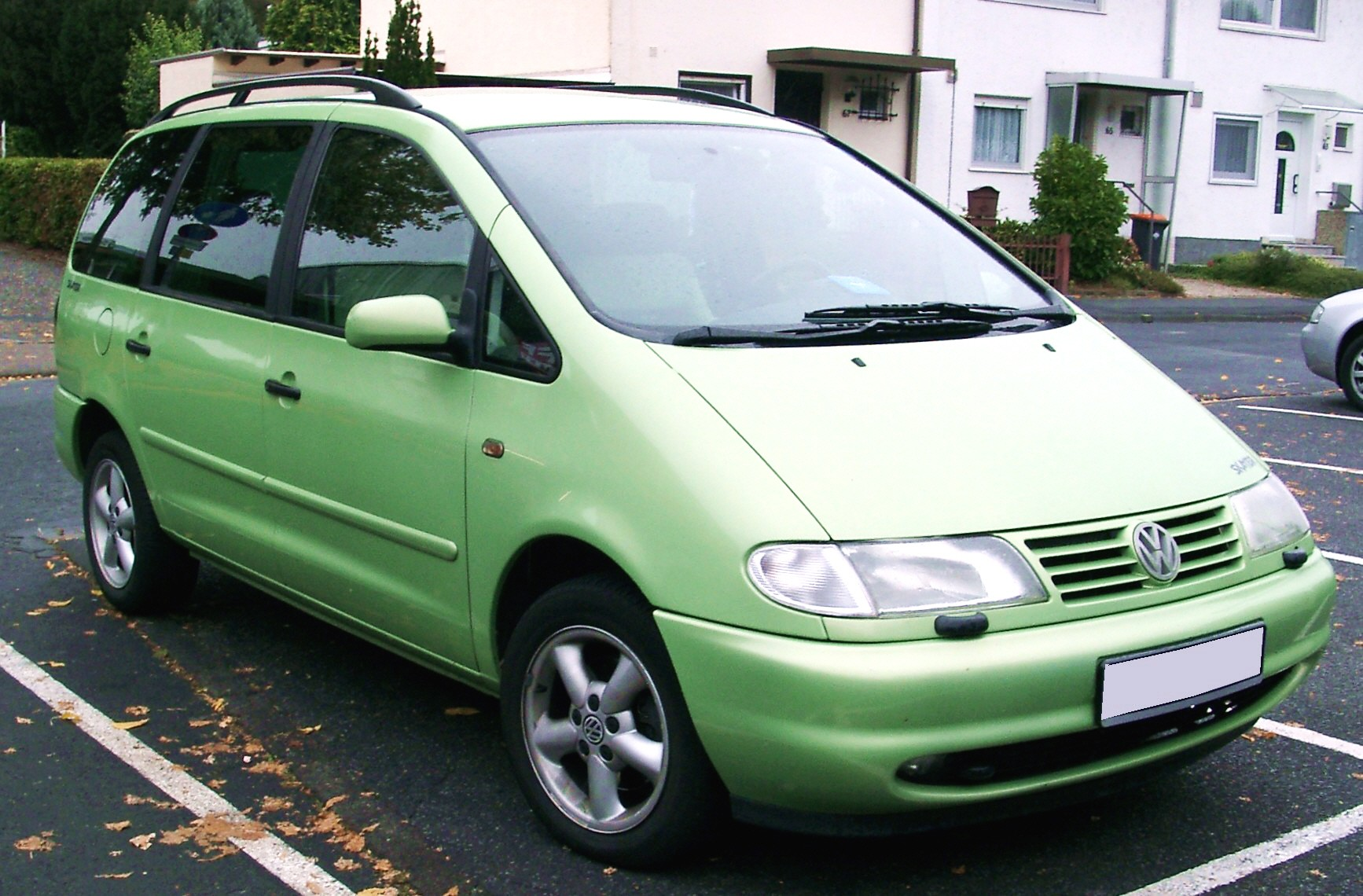
VW Sharan I Seat Alhambra I 05/1995 bis 08/2010
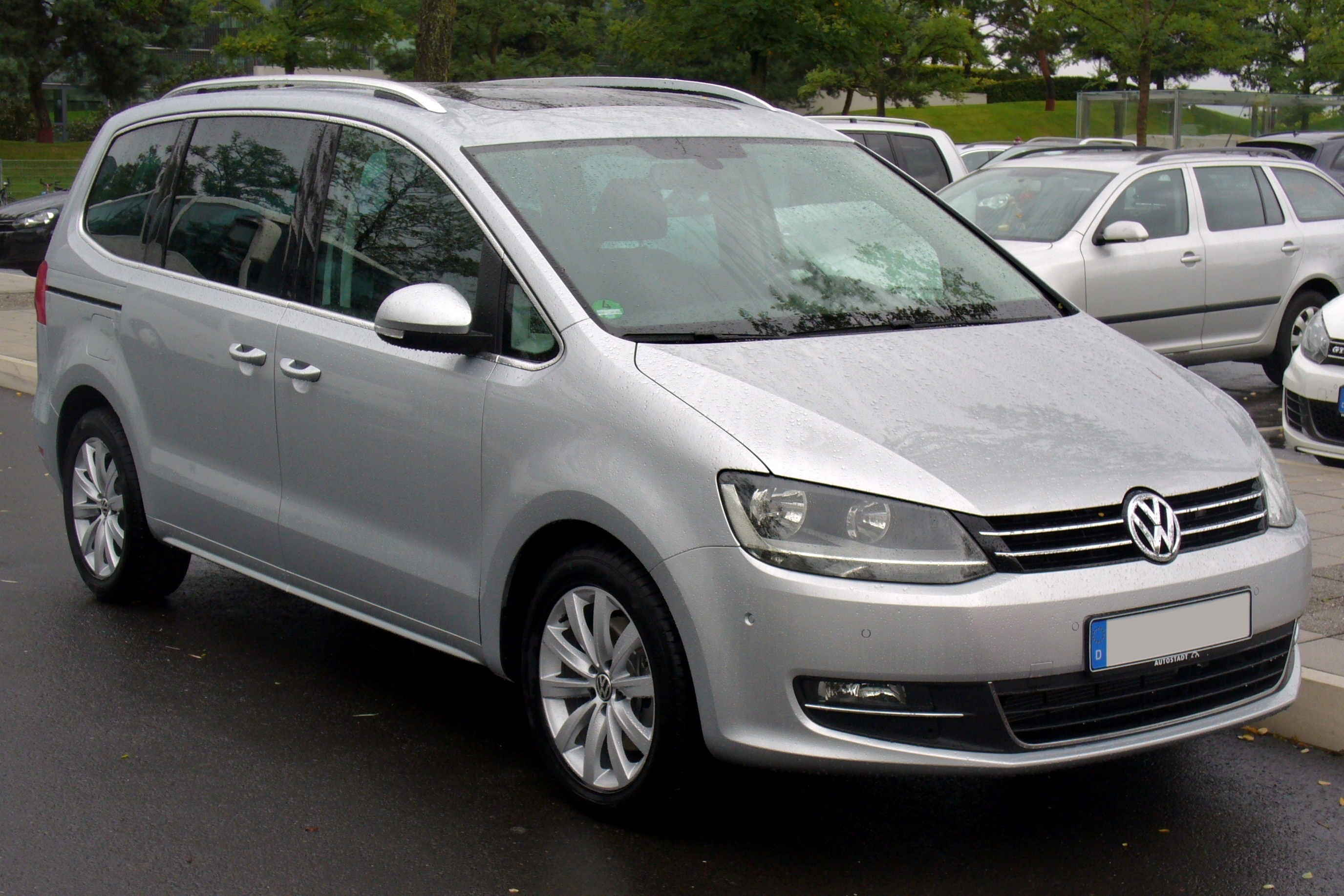
VW Sharan II Seat Alhambra II 09/2010 bis 01/2022